# 宇田耕一

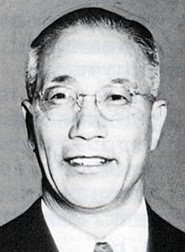
宇田耕一

宇田 耕一（うだ こういち、1904年（明治37年）10月15日 - 1957年（昭和32年）12月30日）は、昭和期の日本の政治家、実業家。経済企画庁長官（第3-4代）、科学技術庁長官（第2-3代）、衆議院議員（3期）。旧姓は六田。

## 人物
高知県出身。大阪市西区で六田橘太郎、ウタ夫妻の六男として生まれる。1917年（大正6年）土佐中学校・高等学校の創立者でもある海運業者で衆議院議員（憲政会）も務めた宇田友四郎の養子となる。幼少期は高知県香美郡岸本町の伯父の家で育ち、岸本尋常小学校から高知県立第一中学校（現高知県立高知追手前高等学校）、高知高等学校（現高知大学）を経て、京都帝国大学法科に入学。1929年卒業後、ヨーロッパ視察、兵役を経て、1930年南満洲鉄道に入社。役員秘書などを務める。
1934年、引退する父親の跡を継いで土佐電気鉄道社長に就任。1937年からは経営不振に陥っていた淀川製鋼所の社長も務めた。1939年から1941年まで応召により中国に出征した後、高知県大日本翼賛壮年団長に就任。1942年の第21回衆議院議員総選挙に翼賛政治体制協議会の推薦候補として旧高知1区より立候補し当選。翼賛政治会、翼壮議員同志会に所属する。
戦後は1946年から1951年まで公職追放。追放解除後政界に復帰し、改進党資金局長、日本民主党総務などを務めた。保守合同後は松村・三木派に所属。1956年の石橋内閣、1957年の第1次岸内閣でそれぞれ経済企画庁長官兼科学技術庁長官として入閣。閣僚退任後の同年12月30日、現職議員のまま死去、53歳。死没日をもって勲二等旭日重光章追贈（勲四等からの昇叙）、従七位から従三位に叙される。
改進党時代は三木武夫とその同志（宇田自身も含む）の政治資金を一手に引き受けていたことでも知られている。